# Łąki (Brzostków)
Łąki – kolonia wsi Brzostków w Polsce, położona w województwie świętokrzyskim, w powiecie buskim, w gminie Nowy Korczyn.
W latach 1975–1998 kolonia administracyjnie należała do województwa kieleckiego.